# Rockford (álbum)
Rockford es un álbum de Cheap Trick, publicado el 6 de junio de 2006. El título del álbum se refiere a Rockford, Illinois, ciudad natal de la banda. Hubo un lanzamiento de vídeo de la canción "Welcome to the World." El álbum fue elogiado tanto por los fanes y críticos, considerándolo el retorno a la forma de Cheap Trick. La revista Rolling Stone declaró que Rockford fue uno de los mejores álbumes de rock del año 2006.

## Lista de canciones
1. "Welcome to the World" (R. Nielsen/R. Zander/T. Petersson/B.E. Carlos)
2. "Perfect Stranger" (L. Perry/R. Nielsen/R. Zander/T. Petersson/B.E. Carlos)
3. "If It Takes a Lifetime" (R. Zander/T. Petersson/R. Nielsen/B.E. Carlos/J. Raymond)
4. "Come On Come On Come On" (R. Zander/R. Nielsen/T. Petersson/B.E. Carlos)
5. "O Claire" (R. Nielsen/R. Zander/T. Petersson/B.E. Carlos)
6. "This Time You Got It" (R. Nielsen/R. Zander/T. Petersson/B.E. Carlos)
7. "Give It Away" (R. Nielsen/R. Zander/T. Petersson/B.E. Carlos)
8. "One More" (R. Nielsen/R. Zander/T. Petersson/B.E. Carlos)
9. "Every Night and Every Day" (R. Nielsen/R. Zander/T. Petersson/B.E. Carlos)
10. "Dream the Night Away" (T. Petersson/R. Zander/R. Nielsen/B.E. Carlos/B. Lloyd)
11. "All Those Years" (T. Petersson/R. Zander/R. Nielsen/B.E. Carlos/J. Raymond)
12. "Decaf" (R. Zander/R. Nielsen/T. Petersson/B.E. Carlos)

## Sencillos
- (2006) "Perfect Stranger
- (2006) "If It Takes A Lifetime"
- (2006) "Come On, Come On, Come On" (US).

## Outtakes
- "Mando Ragga" (Vocal Version)
- "What's In It For You"
- "Every Single Girl" (Instrumental)